# مارانو سول بانارو
مارانو سول بانارو (بالإيطالية: Marano sul Panaro)‏ هي بلدية في مقاطعة مودينا في إقليم إميليا رومانيا الإيطالي.

## السكان
في سنة 1861 بلغ عدد السكان 2٬381 نسمة، وتطور العدد ليصل في سنة 2011 لـ 4٬787 نسمة.
يظهر هذا المخطط البياني تطور النمو السكاني لـ مارانو سول بانارو